# Jonathan Walasiak
Jonathan Walasiak est un footballeur belge né le 23 octobre 1982 à Boussu (Belgique). Il évoluait au poste de milieu droit.

## Biographie
Formé au Standard de Liège, il est barré à son poste en club par Sergio Conceicao et Almani Moreira. Il décide alors de tenter sa chance en France, au FC Metz, où il est prêté pour un an avec option d'achat: il y gagne le titre de champion de France de Ligue 2 sans avoir beaucoup de temps de jeu et retourne en fin de saison dans son club formateur. En janvier 2008, il est vendu à l'Excelsior Mouscron. En décembre 2009, à la suite de la mise en liquidation du club hennuyer, il est libéré de son contrat et s'engage pour 3 ans et demi avec le club hongrois du Győri ETO FC. À la mi-février 2010, le club rompt cependant le récent contrat en raison d'un problème médical de Walasiak au niveau du genou.
En 2015, Walasiak a intégré le staff technique du R. Albert Quévy-Mons club qui milite en Division 3 Amateur.
De 2018 à 2021 il est entraîneur en  U11 au Charleroi SC.
Il devient en 2021 entraîneur des U17 du RAEC Mons.
Le 24 Janvier 2023 il succede à Pascal Nardella et devient l'entraîneur de l'équipe B du RAEC Mons qui évolue en 1er Provinciale
Le 25 Mars 2025 il est champion de 2éme division provincial avec l'équipe B du RAEC Mons qui compte une moyenne d'âge de 22 ans.

## Palmarès
Champion de France de Ligue 2 avec le FC Metz